# Cratere Sheila
Sheila  è un cratere sulla superficie di Venere.